# Bežovce
Bežovce (hongrois : Bező) est un village de Slovaquie situé dans la région de Košice.

## Histoire
Première mention écrite du village en 1214.

## Démographie

### Évolution de la population
| Année:               | 1994. | 2004.    | 2014.   | 2024.   |
| -------------------- | ----- | -------- | ------- | ------- |
| Nombre de personnes: | 1130  | 1007     | 971     | 1017    |
| Différence:          |       | -10,88 % | -3,57 % | +4,73 % |

| Année:               | 2023. | 2024.   |
| -------------------- | ----- | ------- |
| Nombre de personnes: | 970   | 1017    |
| Différence:          |       | +4,84 % |

## Politique
| Nom        | Parti politique      | Date de l'élection | Fin du mandat |
| ---------- | -------------------- | ------------------ | ------------- |
| Tomáš Tkáč | Candidat indépendant | 02.12.2006         | Déc. 2010     |